# Edwin Layton
Edwin Thomas Layton (1903–1984) – amerykański oficer wywiadu, członek sztabu dowódców Floty Pacyfiku adm. Harolda Starka, a następnie Chestera Nimitza. We współpracy z Josephem Rochefortem i kierowaną przez niego tajną komórką wywiadu radioelektronicznego HYPO na Hawajach, prowadził analizę i przewidywanie operacji japońskiej marynarki wojennej, doprowadzając m.in. do odkrycia japońskich planów uderzenia na Port Moresby na Nowej Gwinei oraz ataku na Midway.